# فعرا
فعرا هي إحدى القرى اللبنانية من قرى قضاء الهرمل في محافظة بعلبك الهرمل.